# レヴィアス
レヴィアス株式会社（英：LEVIAS Inc.）は、ブロックチェーンの分野を中心としたシステム開発・研究を行う日本のスタートアップ企業。

## 概要
ブロックチェーンやAIなどの最先端テクノロジー技術を用いて、社会に新たな価値を創出するイノベーションの実現を目標に掲げている。
オープンイノベーションを提唱し、金融事業者、法律事務所、テクノロジー事業者その他の専門家と協働して、業種の枠組みを超えて技術やアイデアの流動性を高め、組織内で創出されたサービスをさらに組織外へ展開する事業モデルを推進している。
ブロックチェーン技術を活用した金融イノベーションとして注目されるセキュリティトークンの領域では、現行の日本法の枠組みの下で組成されるSTO（セキュリティ・トークン・オファリング）を意味する自社ブランド、J-STO（ジャパン・セキュリティ・トークン・オファリング）の開発を行い、リーガルアドバイザーのアンダーソン・毛利・友常法律事務所、協働事業者の日本エンジェルズ・インベストメント株式会社【投資運用業、第二種金融商品取引業、投資助言業】（登録番号：関東財務局長（金商）第922号）などの協力を経て、2019年3月に日本で初めての事例となる日本スタイルのSTOを実装した。その後、同年8月に太陽光ファンドのJ-STOを実施。同年10月、自社の第三者割当増資に対してJ-STOを組み込むなど、2019年における日本でSTOを展開することができる唯一の先駆者として精力的に活動し、フォーブス (雑誌)の「注目すべき10人のテック起業家」に選出された。
同年12月には、日本初のセキュリティトークンを活用した資産の譲渡（セカンダリ取引）を実現。日本のセキュリティトークンの分野における先進的な取り組みを行っている。

## 沿革
- 2018年
  - 2月 - ブロックチェーン関連のシステム開発会社として設立、資本金200万円、東京都新宿区
  - 8月 - 資本金を700万円に増資
  - 12月 - ブロックチェーン技術を活用した資金調達スキーム、J-STO fund を開発
- 2019年
  - 3月 - 資本金を5000万円に増資/シエラレオネ政府とブロックチェーン技術のMOU締結/J-STOによる資金調達を完了
  - 5月 - プライバシーマークの取得
  - 6月 - 本社を東京都港区に移転
  - 8月 - 日本初の太陽光ファンドのJ-STOによる資金調達を完了
  - 10月 - 第三者割当増資を実施、資本金1億円/日本初の株式型セキュリティトークンを用いた第三者割当増資による資金調達J-STO Equity払込完了
  - 12月 - 日本初のセキュリティトークンを通じた資産の譲渡（セカンダリ取引）を実現